# Аякс Теламонід
Аякс Теламонід (дав.-гр. Αίας ο Τελαμώνιος, також Аякс Великий або Еант від Αἴαντος — форми родового відмінка Αίας) — син саламінського володаря Теламона й Перібеї, двоюрідний брат Ахіллеса, наділений незвичайною силою й зростом.

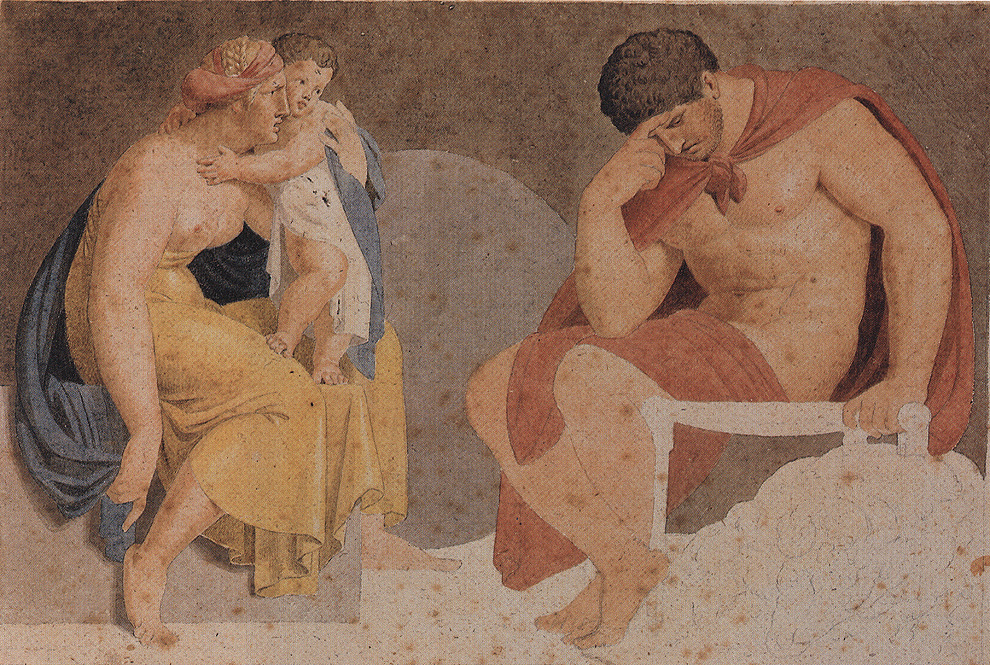
Асмус Якоб Карстенс. Засмучений Аякс із Текмессою та Еврісаком, близько 1791 р.

Учасник Троянської війни, один із претендентів на руку Єлени Прекрасної. Невелемовний і гордий. Хоробрістю, силою і вродою поступався лише Ахіллесові. Під Троєю стояв на чолі 12 кораблів, боровся з Гектором і навіть повалив троянського героя на землю, але боги перервали двобій. Герої обмінялися подарунками. Аякс дістав від Гектора меч, і в свою чергу подарував йому пояс. Фетіда хотіла передати обладунок загиблого Ахіллеса найхоробрішому з грецьких героїв, але Одіссей підкупив полонених, і вони сказали, ніби він подолав більше оборонців Трої, ніж Аякс. Несамовитий від гніву, Аякс кинувся з мечем на отару овець, гадаючи, що бореться з греками; отямившись, заколов себе від сорому мечем.
Аякса особливо шанували на Саламіні, де вірили, що його заступництво допомогло афінянам перемогти персів 480 р. до н. е. На честь героя щороку влаштовували ігри — аянтеї. Деякі славетні греки (Мільтіад, Алківіад, Фукідід та ін.) вважали себе нащадками Аякса. За часів імператора Адріана знайдено величезний кістяк, прийнятий за скелет Аякса Теламоніда. У метафоричному значенні суперечка Аякса з Одіссеєм за обладунок Ахіллеса означає гостре зіткнення.